# Trachyiulus wilsonae
Trachyiulus wilsonae är en mångfotingart som beskrevs av Jean-Paul Mauriès 1983. Trachyiulus wilsonae ingår i släktet Trachyiulus och familjen Cambalopsidae. Inga underarter finns listade i Catalogue of Life.